# Dólar de los Estados Confederados de América
El dólar de los Estados Confederados de América fue la moneda de dicho país usado por primera vez en 1861, la Confederación ya tenía dos meses de existencia, en vísperas del comienzo de la guerra civil. 
Los billetes tenían denominaciones de $1/10, $½, $1, $2, $5, $10, $20, $50, $100, $500, y 1.000 dólares con una variedad de diseños, emisoras y amortizables obligatoriamente. La totalidad de billetes y otras piezas de la moneda conforme con los actos del Congreso de la Confederación es de $ 1. 7 millones. Los billetes fueron publicados de 72 tipos diferentes en siete series desde 1864. 
Inicialmente, moneda para la Confederación fue aceptada en todo el sur como un instrumento de cambio con un alto nivel de poder adquisitivo. Sin embargo, a medida 
que avanzaba la guerra, la confianza en el éxito final de la moneda desapareció, la cantidad de papel moneda aumentó, y sus fechas de amortización fueron aún más en el futuro. El resultado de la desaparición de la moneda fue inevitable, con el aumento de los precios y sus características de inflación. Por ejemplo, para el final del conflicto, una pastilla limpiadora de jabón era vendida a $50 y alguna prenda ordinaria de ropa a $ 2700. Cerca del final de la guerra, se convirtió en una moneda casi sin valor como medio de intercambio. Tras la desaparición de la Confederación, la moneda perdió todo valor como moneda fiduciaria.
Dado a la gran existencia de billetes de la Confederación, así como los billetes emitidos por los estados de la Confederación, y dado que los bancos podían emitir sus propios billetes, la falsificación era uno de los problemas importantes para la Confederación. Contemporáneamente estas falsificaciones son identificables, actualmente para los
coleccionistas son más valiosas que los verdaderos billetes.

## Firmas
Los billetes están firmados a mano, con excepción de los billetes de 50 céntimos que habían sido impresos ya con las firmas de Robert Tyler y Edward C. Elmore. Los primeros seis billetes emitidos fueron firmados a mano por el Registrador y Tesorero por sí mismos. Las firmas se consideran un elemento de seguridad antifalsificación.